# Ośrodki zapasowe kawalerii II RP w 1939 roku
Ośrodki zapasowe kawalerii II RP w 1939 roku – oddziały kawalerii Wojska Polskiego.
Prace mobilizacyjne ośrodków zapasowych brygad kawalerii spowodowały powstanie wielu pułków kawalerii i różnego rodzaju zgrupowań. W wielu przypadkach nie udało się doprowadzić mobilizacji do końca poszczególnych oddziałów jak również wyposażyć ich w dostateczną ilość broni. Często koncentracja prowadzona była w pośpiechu, w obliczu zbliżających się wojsk wroga. Zmieniająca się szybko sytuacja na froncie i chaos powodowały często, że dowództwo Ośrodków Zapasowych kawalerii nie posiadało kontaktu z polskimi jednostkami, dla których mobilizowało oddziały zapasowe. W związku z tym z niektórych luźnych pułków i szwadronów tworzono w pośpiechu improwizowane pułki i grupy kawaleryjskie a następnie włączano je do walki.

## Ośrodki Zapasowe Kawalerii
- Ośrodek Zapasowy Kawalerii „Białystok”
- Ośrodek Zapasowy Kawalerii „Biedrusko” - mjr Julian Jerzy Fischer-Drauenegg
- Ośrodek Zapasowy Kawalerii „Dębica” - mjr Jan Sroczyński
- Ośrodek Zapasowy Kawalerii „Garwolin” - płk Tadeusz Komorowski
- Ośrodek Zapasowy Kawalerii „Grudziądz”
- Ośrodek Zapasowy Kawalerii „Hrubieszów” - ppłk Kazimierz Halicki
- Ośrodek Zapasowy Kawalerii „Łuków”
- Ośrodek Zapasowy Kawalerii „Stanisławów” - płk Tadeusz Kurnatowski
- Ośrodek Zapasowy Kawalerii „Wołkowysk” - ppłk Józef Grad-Soniński
- Ośrodek Zapasowy Kawalerii „Żółkiew”